# Siddharth Varadarajan
Siddharth Varadarajan, né en 1965, est un journaliste, rédacteur et professeur américain, d’origine indienne. Il est actuellement rédacteur du journal indien en langue anglaise The Hindu. Il a réalisé des reportages sur l'implication de l'OTAN dans la guerre du Kosovo en 1999, sur la destruction des Bouddhas de Bâmiyân par les talibans en Afghanistan, sur la guerre d'Irak et sur la crise au Cachemire. Il est décrit comme « l'un des commentateurs et intellectuels indien de la politique étrangère le plus vif ».

## Biographie

### Études et début de carrière
Après des études d'économie à la London School of Economics et à l'université Columbia, Varadarajan a enseigné à l'université de New York pendant plusieurs années avant de devenir éditorialiste, en 1995, au journal The Times of India. En 2004, il est nommé rédacteur adjoint du journal indien, écrit en anglais, The Hindu. Puis, il est nommé responsable du journal au Bureau National, remplaçant Harish Khare.

### The Hindu
En mai 2011, les actionnaires de Kasturi and Sons Ltd. ont voté, lors d'une assemblée générale extraordinaire, la nomination de Varadarajan en tant que rédacteur en chef du journal The Hindu sur les recommandations du conseil de la société, faisant ainsi de Varadarajan le premier rédacteur professionnel du journal en 150 ans d'histoire. Avant sa nomination, seuls les membres de la famille des dirigeants de la société ont été les rédacteurs du journal.

### The Wire
En 2015, il cofonde le média indépendant The Wire. En 2021, une enquête du consortium de journalistes Forbidden Stories révèle que son téléphone a été infecté par le logiciel espion Pegasus — faisant notamment courir des risques à ses sources.

### Enseignement
En 2007, Varadarajan est nommé professeur titulaire à la Columbia University Graduate School of Journalism de Berkeley. En 2009, il a été membre de la fondation Poynter à l’université Yale,.

### Autre affiliations
Varadarajan est membre du comité international des fondateurs de The Real News, membre du conseil de la fondation inter-gouvernementale India-Nepal (B.P. Koirala), membre du conseil indien des affaires mondial (Indian Council of World Affairs), membre du comité de rédaction India Quarterly : A Journal of International Affairs et membre du conseil exécutif de « Maulana Abul Kalam Azad Institute of Asian Studies ».

## Prix et reconnaissances
En novembre 2005, les correspondants de l'association des Nations unies ont récompensé Varadarajan du prix Elizabeth Neuffer pour une série d'articles dont l'article nommé le « puzzle persan » contant le conflit entre l'Iran et l'Agence internationale de l'énergie atomique. En mars 2006, il a été honoré de l'ordre Bernardo O'Higgins par le président du Chili (la plus haute distinction civil du pays pour un citoyen étranger), pour ses contributions au journalisme et à la promotion des relations indiennes avec l'Amérique latine et le Chili. En juillet 2010, il reçoit la récompense Ramnath Goenka du journaliste de l'année.